# Liste von Kriegen
Die Liste von Kriegen sammelt militärische Konflikte der Menschheitsgeschichte.

## Antike

### Griechenland
- um 735–715 v. Chr. Erster Messenischer Krieg
- um 710–650 v. Chr. Lelantischer Krieg
- um 640 v. Chr. Zweiter Messenischer Krieg
- um 600–592 v. Chr. Erster Heiliger Krieg
- 500–448 v. Chr. Perserkriege
- 431–404 v. Chr. Peloponnesischer Krieg
- 399–394 v. Chr. Spartanisch-persischer Krieg
- 395–387 v. Chr. Korinthischer Krieg
- 382–379 v. Chr. Erster Olynthischer Krieg
- 371–362 v. Chr. Thebanischer Krieg
- 355–346 v. Chr. Zweiter Heiliger Krieg
- 350–347 v. Chr. Zweiter Olynthischer Krieg
- 357–355 v. Chr. Bundesgenossenkrieg (Attischer Seebund)
- 339–338 v. Chr. Dritter Heiliger Krieg
- 334–323 v. Chr. Alexanderzug (Kriege Alexanders des Großen)
- 323–322 v. Chr. Lamischer Krieg
- 322–281 v. Chr. Diadochenkriege
  - 322–320 v. Chr. Erster Diadochenkrieg
  - 319–315 v. Chr. Zweiter Diadochenkrieg
  - 314–311 v. Chr. Dritter Diadochenkrieg
  - 311–309 v. Chr. Babylonischer Krieg
  - 307–301 v. Chr. Vierter Diadochenkrieg
  - 288–286 v. Chr. Fünfter Diadochenkrieg
  - 281 v. Chr. Sechster Diadochenkrieg
- 267–261 v. Chr. Chremonideischer Krieg
- 228–222 v. Chr. Kleomenischer Krieg
- 220–217 v. Chr. Bundesgenossenkrieg (Hellenismus) (Aitolischer Krieg)
- 215–205 v. Chr. Erster Makedonisch-Römischer Krieg
- 200–197 v. Chr. Zweiter Makedonisch-Römischer Krieg
- 171–168 v. Chr. Dritter Makedonisch-Römischer Krieg

### Rom bis zum Tod Kaiser Justinians (500 v. Chr. bis 565 n. Chr.)
- 498–493 v. Chr. Erster Latinerkrieg
- 406–396 v. Chr. Vejischer Krieg
- 390–387 v. Chr. Abwehrkrieg gegen die Kelten
- 340–338 v. Chr. Zweiter Latinerkrieg
- 343–275 v. Chr. Samnitenkriege
  - 343–341 v. Chr. Erster Samnitenkrieg
  - 326–304 v. Chr. Zweiter Samnitenkrieg
  - 298–290 v. Chr. Dritter Samnitenkrieg
  - 282–272 v. Chr. Tarentinischer Krieg
  - 280–275 v. Chr. Pyrrhischer Krieg
- 264–241 v. Chr. Erster Punischer Krieg
- 218–201 v. Chr. Zweiter Punischer Krieg
- 202–195 v. Chr. Fünfter Syrischer Krieg
- 200–190 v. Chr. Keltenkrieg in Oberitalien
- 200–197 v. Chr. Zweiter Makedonischer Krieg
- 197–179 v. Chr. Keltiberischer Krieg
- 192–188 v. Chr. Römisch-Syrischer Krieg
- 171–168 v. Chr. Dritter Makedonischer Krieg
- 154–133 v. Chr. Spanischer Krieg
- 149–146 v. Chr. Dritter Punischer Krieg
- 136–132 v. Chr. Erster Sklavenkrieg
- 111–105 v. Chr. Jugurthinischer Krieg
- 113–101 v. Chr. Krieg gegen Kimbern und Teutonen
- 103–100 v. Chr. Zweiter Sklavenkrieg
- 91–89 v. Chr. Bundesgenossenkrieg
- 88–84 v. Chr. Erster Mithridatischer Krieg
- 83–81 v. Chr. Zweiter Mithridatischer Krieg
- 74–63 v. Chr. Dritter Mithridatischer Krieg
- 73–71 v. Chr. Dritter Sklavenkrieg
- 67–63 v. Chr. Hasmonäischer Bruderkrieg
- 58–51 v. Chr. Gallischer Krieg
- 49–46 v. Chr. Römischer Bürgerkrieg
- 48–47 v. Chr. Alexandrinischer Krieg
- 44–43 v. Chr. Mutinensischer Krieg
- 41–40 v. Chr. Perusinischer Krieg
- 32–30 v. Chr. Ptolemäischer Krieg
- 29–19 v. Chr. Kantabrischer Krieg
- 12 v. Chr. – 16 n. Chr. Augusteische Germanenkriege
- 60–61 Krieg gegen die Icener
- 66–73 Jüdischer Krieg
- 69–70 Bataveraufstand
- 83 Krieg gegen die Chatten
- 85–89 Dakerkrieg des Domitian
- 101–105 Dakerkriege des Trajan
- 114–117 Erster Krieg gegen die Parther (Trajan)
- 115–117 Diasporaaufstand
- 132–135 Bar-Kochba-Aufstand (Zweiter Jüdischer Krieg)
- 162–165 Zweiter Krieg gegen die Parther (Marcus Aurelius)
- 167–175 Erster Markomannenkrieg
- 178–180 Zweiter Markomannenkrieg
- 197–199 Dritter Krieg gegen die Parther (Septimius Severus)
- 208–211 Britannischer Krieg (Septimius Severus)
- 230–628 (mit Unterbrechungen) mehrere Kriege gegen das neupersische Sassanidenreich (siehe auch: Römisch-Persische Kriege)
- 237–271 Kriege gegen die Alamannen
- 249–269 Kriege gegen die Goten (Gotensturm)
- 272 Krieg gegen das palmyrenische Reich (Aurelian)
- 274 Krieg gegen das Gallische Sonderreich (Imperium Galliarum)
- 376–382 Krieg gegen die Westgoten (Schlacht von Adrianopel (378))
- 429–534 Krieg gegen die Vandalen
  - 429 Vandalen erobern römische Provinzen in Nordafrika
  - 439 Vandalen erobern römische Provinz Africa
  - 455 Besetzung und Plünderung Roms durch die Vandalen
  - 533–534 Rückeroberung der Provinzen in Nordafrika durch den oströmischen Kaiser Justinian I.
- ca. 430–470 Kriege gegen die Hunnen (Schlacht auf den Katalaunischen Feldern 451)
- 535–555 Kriege Justinians gegen die Ostgoten (Schlacht von Busta Gallorum)

## Mittelalter
Wie in der Antike war militärische Bewährung das wichtigste Mittel des Adels zur Herrschaftslegitimation. Dies gilt insbesondere für den niederen Adel (Rittertum). Da außerdem die nichtmilitärischen Mittel der Streitschlichtung wie allgemein anerkannte und institutionalisierte Oberherrschaften, positives Recht und Gerichtswesen wenig entwickelt oder ineffektiv waren, war der Krieg, institutionalisiert in Form des Fehdewesens, das am häufigsten gewählte Mittel zur Durchsetzung politischer Interessen.
Erst als im Spätmittelalter und vor allem in der Frühen Neuzeit die staatliche Gewalt ausgebaut und allmählich ein staatliches Gewaltmonopol durchgesetzt wurde, entwickelte sich der Krieg zu einer als problematisch empfundenen Störung des Normalzustands Frieden.

### Frühmittelalter
- 523–524 Burgundenkrieg
- 561–613 Merowingischer Bruderkrieg
- 575 Reich von Soissons gegen Reich von Metz
- 591–595, 597–602 Balkanfeldzüge des Maurikios
- 598, 612–614 Goguryeo gegen chinesische Sui-Dynastie in Korea
- 624–630 Maghāzī (Feldzüge des Mohammed)
- 632 Beginn der arabischen Eroberungskriege gegen Byzanz und die Sassaniden
- 632–634 Ridda-Kriege
- 656–661 Erster Islamischer Bürgerkrieg (Schlacht von Siffin)
- 680–692 Zweiter Islamischer Bürgerkrieg (Schlacht von Kerbela)
- 711–715 Araber gegen Westgoten
- 722 Beginn der Reconquista
- 732 Neustrien gegen Araber (Schlacht von Tours und Poitiers)
- 743–744 Dritter Islamischer Bürgerkrieg
- 772–804 Sachsenkriege, Franken gegen Sachsen
- 773–774 Langobardenfeldzug
- 791–803 Feldzüge Karls des Großen gegen die Awaren
- 806 Franken gegen die Sorben
- 813 Bulgaren gegen byzantinisches Reich
- 875–884 Aufstand des Huang Chao in China
- 899–955 Ungarneinfälle
  - 907 Schlacht von Pressburg
  - 933 Schlacht bei Riade
  - 955 Schlacht auf dem Lechfeld
- 934 Ostfrankenreich gegen Dänemark (Schlacht von Haithabu)

### Hochmittelalter
- 1002–1016 Burgundischer Erbfolgekrieg
- 1066 Norweger gegen Angelsachsen (Schlacht von Stamford Bridge)
- 1066–1071 Französische Normannen gegen Angelsachsen (Schlacht bei Hastings)
- 1071 Schlacht bei Manzikert zwischen Byzanz und Seldschuken (Türken)
- 1061–1091 Italienische Normannen gegen Sarazenen in Sizilien
- 1073–1075 Sachsenkrieg Heinrichs IV.
- 1096–1099 Erster Kreuzzug, Kreuzfahrer gegen Seldschuken und Fatimiden
- 1135–1154 Englischer Bürgerkrieg
- 1146–1149 Zweiter Kreuzzug, Kreuzfahrer gegen Seldschuken
- 1147 Wendenkreuzzug, Sächsischen Fürsten gegen die Elbslawen
- 1180–1185 Gempei-Krieg in Japan
- 1189–1192 Dritter Kreuzzug, Kreuzfahrer gegen Ayyubiden
- 1200–1204 Vierter Kreuzzug, Kreuzfahrer und die Republik Venedig gegen Byzanz
- 1209–1229 Albigenserkreuzzug, Kreuzfahrer gegen die Katharer
- 1217–1221 Fünfter Kreuzzug (Kreuzzug von Damiette), Kreuzfahrer gegen Ayyubiden
- 1233–1234 Stedingerkrieg, Bremen gegen Stedinger
- 1236 Schlacht von Schaulen
- 1238–ca. 1250 Sukhothai erhebt sich gegen das Reich der Khmer
- 1241 1. Schlacht bei Liegnitz, Mongolen über Heinrich II. v. Schlesien
- 1244–1260 Flämischer Erbfolgekrieg
- 1247–1264 Thüringisch-hessischer Erbfolgekrieg
- 1248–1250 Sechster Kreuzzug, Kreuzfahrer gegen Ayyubiden
- 1260 Schlacht an der Durbe

### Spätmittelalter
- 1270 Siebter Kreuzzug
- 1274 Erste Mongoleninvasion in Japan
- 1278 Reichskrieg gegen den Böhmenkönig Ottokar II.
- 1279 Schlacht von Aizkraukle
- 1281 Zweite Mongoleninvasion in Japan
- 1288 Schlacht bei Worringen
- 1296–1357 Schottische Unabhängigkeitskriege
- 1303–1411 Litauerkriege des Deutschen Ordens
  - 1348 Schlacht an der Strėva
  - 1409–1411 Polnisch-Litauisch-Deutscher Krieg
    - 1410 Schlacht bei Tannenberg Sieg des polnisch-litauischen Heeres über den deutschen Orden
    - 1410 Belagerung der Marienburg
- 1321 Schlacht am Irpen
- 1324 Krieg von Saint-Sardos, Frankreich gegen England, Vorläufer des Hundertjährigen Krieges
- 1325–1337 Eimerkrieg
- 1329–1333 Pommersch-Brandenburgischer Krieg
- 1331–1333 Genkō-Krieg in Japan
- 1336–1392 Namboku-chō (Japan)
- 1342–1345 Thüringer Grafenkrieg
- 1337–1453 Hundertjähriger Krieg, Frankreich gegen England
- 1341–1364 Bretonischer Erbfolgekrieg
- 1349–1352 Bosporuskrieg
- 1362 Schlacht am Blauen Wasser
- 1362–1364 Erster Waldemarkrieg zwischen Dänemark und der Hanse
- 1367–1370 Zweiter Waldemarkrieg zwischen Dänemark und der Hanse
- 1368–1372 Russisch-Litauischer Krieg
- 1370–1388 Lüneburger Erbfolgekrieg
- 1371 Schlacht an der Mariza
- 1380 Schlacht auf dem Kulikowo Pole
- 1381–1384 Erster Litauischer Bürgerkrieg
- 1386–1388 Sempacherkrieg
- 1387–1389 Städtekrieg
- 1389 Schlacht auf dem Amselfeld (1389)
- 1389–1392 Zweiter Litauischer Bürgerkrieg
- 1396 Schlacht von Nikopolis
- 1398–1408 Appenzellerkriege
- 1399 Schlacht an der Worskla
- 1402 Schlacht bei Ankara
- 15. Jahrhundert Blumenkriege der Azteken
- 1412–1415 Fleglerkrieg
- 1419–1436 Hussitenkriege
- 1423–1430 Erster Venezianischer Türkenkrieg
- 1427 Mainzisch-Hessischer Krieg
- 1432–1438 Dritter Litauischer Bürgerkrieg
- 1436–1450 Alter Zürichkrieg
- 1444 Schlacht bei Warna
- 1444–1449 Soester Fehde
- 1445–1451 Sächsischer Bruderkrieg
- 1448 Schlacht auf dem Amselfeld (1448)
- 1449–1450 Erster Markgrafenkrieg

### Frührenaissance
- 1453 Belagerung und Eroberung von Konstantinopel (das heutige Istanbul) durch die Osmanen, auch als Ende der Epoche Mittelalter bezeichnet
- 1454–1466 Dreizehnjähriger Krieg zwischen dem Deutschen Orden und Polen und Litauen
- 1455–1485 Rosenkrieg, englisches Adelsgeschlecht York gegen englisches Adelsgeschlecht Lancaster
- 1461–1462 Mainzer Stiftsfehde
- 1462–1472 Katalanischer Bürgerkrieg
- 1462 Badisch-Pfälzischer Krieg
- 1463–1479 Zweiter Venezianischer Türkenkrieg
- 1467–1477 Ōnin-Krieg in Japan
- 1474–1477 Burgunderkriege, Burgund gegen Eidgenossen
- 1474–1479 Kastilischer Erbfolgekrieg
- 1477–1493 Burgundischer Erbfolgekrieg
- 1480 Stehen an der Ugra
- 1482–1492 Eroberung des Königreiches Granada
- 1487–1494 Russisch-Litauischer Krieg
- 1494–1559 Italienkriege
- 1495–1497 Russisch-Schwedischer Krieg
- 1499 Schwabenkrieg (Schweizerkrieg)
- 1499–1503 Dritter Venezianischer Türkenkrieg

### 16. Jahrhundert
- 1500–1503 Russisch-Litauischer Krieg
  - 1500 Schlacht an der Wedrosch
- 1507–1508 Russisch-Litauischer Krieg
- 1509–1513 Osmanischer Bürgerkrieg
- 1512–1522 Russisch-Litauischer Krieg (1512–1522)
  - 1514 Schlacht bei Orscha
- 1514–1516 Osmanisch-Safavidischer Krieg, Osmanisches Reich gegen Persien
- 1514–1517 Sächsische Fehde
- 1516–1517 Osmanisch-Mamlukischer Krieg, Osmanisches Reich erobert Syrien und Palästina
- 1519–1521 Reiterkrieg

## Neuzeit

### Spätrenaissance
- 1520–1521 Comuneros-Aufstand in Kastilien
- 1520–1521 Spanische Eroberung Mexikos
- 1521–1526 Osmanisch-Ungarischer Krieg
- 1521 Schlacht von Mactan
- 1522 Osmanische Eroberung von Rhodos
- 1522–1523 Pfälzischer Ritteraufstand
- 1524–1526 Deutscher Bauernkrieg
- 1525–1527 Indienfeldzug Baburs (Erste Schlacht bei Panipat)
- 1526–1555 Erster Österreichischer Türkenkrieg/Vierter Venezianischer Türkenkrieg
- 1526–1538 Ungarischer Bürgerkrieg (siehe auch Friede von Großwardein)
- 1529 Erster Burmesisch-Siamesischer Krieg
- 1529 Erster Kappelerkrieg
- 1531 Zweiter Kappelerkrieg
- 1532–1536 Spanische Eroberung Perus
- 1532–1555 Osmanisch-Safawidischer Krieg
- 1534–1535 Grafenfehde, Krieg der Hansestadt Lübeck gegen Dänemark, Schweden und Preußen
- 1534–1537 Russisch-Litauischer Krieg
- 1538 Zweiter Burmesisch-Siamesischer Krieg
- 1540–1542 Mixtón-Krieg
- 1546–1547 Schmalkaldischer Krieg
- 1548–1549 Dritter Burmesisch-Siamesischer Krieg
- 1552–1555 Zweiter Markgrafenkrieg
- 1553–? Arauco-Krieg
- 1554–1557 Schwedisch-Russischer Krieg
- 1558–1582 Livländischer Krieg
  - 1558–1570 Russisch-Litauischer Krieg
- 1562–1563 Erster Hugenottenkrieg
- 1563–1570 Dreikronenkrieg, auch Siebenjähriger Nordischer Krieg
- 1564–1569 Vierter Burmesisch-Siamesischer Krieg
- 1566–1568 Zweiter Österreichischer Türkenkrieg
- 1567–1568 Zweiter Hugenottenkrieg
- 1568–1570 Dritter Hugenottenkrieg
- 1568–1570 Russisch-Türkischer Krieg (1568–1570)
- 1568–1648 Achtzigjähriger Krieg
- 1570–1573 Fünfter Venezianischer Türkenkrieg
- 1572–1573 Vierter Hugenottenkrieg
- 1574 Fünfter Siamesisch-Burmesischer Krieg (Pegu)
- 1574–1576 Fünfter Hugenottenkrieg
- 1576–1577 Sechster Hugenottenkrieg
- 1579–1580 Siebter Hugenottenkrieg
- 1580–1583 Portugiesischer Bürgerkrieg
- 1583–1588 Truchsessischer Krieg, auch Kölner Krieg genannt
- 1584–1592 Sechster Burmesisch-Siamesischer Krieg
- 1585–1598 Achter Hugenottenkrieg
- 1585–1604 Englisch-Spanischer Krieg (1585–1604) (darin: Invasionsversuch der spanischen Armada 1588)
- 1587 Siamesisch-Kambodschanischer Krieg 1587
- 1590–1595 Russisch-Schwedischer Krieg
- 1592–1598 Imjin-Krieg
- 1593–1594 Siamesisch-Kambodschanisch-Burmesischer Krieg
- 1593–1606 Langer Türkenkrieg
- 1593–1615 Dritter Österreichischer Türkenkrieg
- 1594–1603 Neunjähriger Krieg (Irland)
- 1595–1597 Zweiter oberösterreichischer Bauernkrieg
- 1597–1599 Schwedischer Bürgerkrieg

### 17. Jahrhundert
- 1600 Schlacht von Sekigahara
- 1600–1629 Polnisch-Schwedischer Krieg
- 1603 Siamesisch-Kambodschanischer Krieg 1603
- 1607–1615 Tarrantiner-Krieg
- 1607–1618 Siebter Burmesisch-Siamesischer Krieg
- 1608–1614 Erster Englischer Powhatankrieg
- 1609–1618 Erster Russisch-Polnischer Krieg
- 1609–1614 Jülich-Klevischer Erbfolgestreit
- 1611–1613 Kalmarkrieg
- 1611–1617 Russisch-Schwedischer Krieg
- 1613–1617 Friauler Krieg
- 1618–1648 Dreißigjähriger Krieg
  - 1618–1623 Böhmisch-pfälzischer Krieg
  - 1625–1629 Niedersächsisch-Dänischer Krieg
  - 1630–1635 Schwedischer Krieg
  - 1635–1648 Schwedisch-Französischer Krieg
  - 1643–1645 Torstenssonkrieg
  - 1645–1648 Hessenkrieg
- 1620–1621 Osmanisch-Polnischer Krieg
- 1622 Siamesisch-Kambodschanischer Krieg 1622
- 1623–1623 Portugiesisch-Persischer Krieg
- 1624–1661 Niederländisch-Portugiesischer Krieg
- 1625–1630 Englisch-Spanischer Krieg
- 1626 Oberösterreichischer Bauernkrieg
- 1629–1631 Mantuanischer Erbfolgekrieg
- 1632–1634 Zweiter Russisch-Polnischer Krieg
- 1633–1634 Osmanisch-Polnischer Krieg
- 1635–1659 Französisch-Spanischer Krieg
- 1637 Pequot-Krieg
- 1639–1651 Schottland in den Kriegen der drei Königreiche
  - 1639–1640 Bischofskriege
  - 1641–1653 Irische Konföderationskriege
  - 1642–1646 Erster Englischer Bürgerkrieg
  - 1644–1645 Schottischer Bürgerkrieg
  - 1648–1649 Zweiter Englischer Bürgerkrieg
  - 1649–1651 Dritter Englischer Bürgerkrieg
- 1640 Schweinekrieg
- 1640–1701 Biberkriege
- 1640–1668 Restaurationskrieg
- 1643–1645 Wappinger-Krieg
- 1644–1646 Zweiter Englische Powhatankrieg
- 1645–1669 Sechster Venezianischer Türkenkrieg
- 1648–1660 Ukrainisch-Polnischer Krieg
- 1652–1654 Erster Englisch-Niederländischer Seekrieg
- 1654 Erster Bremisch-Schwedischer Krieg
- 1654–1667 Russisch-Polnischer Krieg
- 1655 Pfirsich-Krieg
- 1655–1660 Englisch-Spanischer Krieg
- 1655–1660 Zweiter Nordischer Krieg
- 1656 Erster Villmergerkrieg
- 1656–1658 Russisch-Schwedischer Krieg
- 1659–1660 Erster Esopus-Krieg
- 1660–1662 Achter Burmesisch-Siamesischer Krieg
- 1663–1664 Zweiter Esopus-Krieg
- 1663–1664 Vierter Österreichischer Türkenkrieg
- 1665–1667 Zweiter Englisch-Niederländischer Seekrieg
- 1666 Zweiter Bremisch-Schwedischer Krieg
- 1667–1668 Devolutionskrieg
- 1672–1676 Osmanisch-Polnischer Krieg 1672–1676
- 1672–1679 Holländischer Krieg
  - 1672–1674 Dritter Englisch-Niederländischer Seekrieg
  - 1674–1679 Schwedisch-Brandenburgischer Krieg
  - 1674–1679 Schonischer Krieg
- 1675–1676 King Philip’s War
- 1676–1681 Russisch-Osmanischer Krieg
- 1683–1684 Reunionskrieg
- 1683–1699 Großer Türkenkrieg
- 1685 Monmouth Rebellion
- 1685 Französisch-Siamesischer Krieg
- 1686–1700 Russisch-Türkischer Krieg (1686–1700)
- 1687 Englisch-Siamesischer Krieg
- 1688–1697 Pfälzischer Erbfolgekrieg (Neunjähriger Krieg)
  - 1689–1691 Irischer Krieg
  - 1689–1697 King William’s War in Nordamerika

### 18. Jahrhundert
- 1700–1721 Großer Nordischer Krieg
- 1701–1714 Spanischer Erbfolgekrieg
  - 1702–1713 Queen Anne’s War
- 1710–1711 Russisch-Türkischer Krieg
- 1712 Toggenburgerkrieg
- 1714–1717 Siamesisch-Kambodschanischer Krieg
- 1714–1718 Venezianisch-Österreichischer Türkenkrieg
- 1715 Erster Jakobitenaufstand
- 1715–1717 Yamasee-Krieg
- 1718–1720 Krieg der Quadrupelallianz
- 1722–1727 Dummers Krieg
- 1722–1723 Russisch-Persischer Krieg
- 1727–1729 Englisch-Spanischer Krieg
- 1733–1738 Polnischer Thronfolgekrieg
- 1735–1739 Russisch-Österreichischer Türkenkrieg
- 1735–1737 Spanisch-Portugiesischer Krieg um Colonia
- 1739–1748 Englisch-Spanischer Krieg
- 1740–1748 Österreichischer Erbfolgekrieg
  - 1740–1742 Erster Schlesischer Krieg
  - 1744–1745 Zweiter Schlesischer Krieg
  - 1744–1748 Erster Karnatischer Krieg
  - 1744–1748 King George’s War
- 1741–1743 Schwedisch-Russischer Krieg
- 1745–1746 Zweiter Jakobiteraufstand
- 1751–1754 Zweiter Karnatischer Krieg
- 1754–1756 Guaraní-Kriege in Paraguay
- 1756–1763 Siebenjähriger Krieg
  - 1754–1763 Siebenjähriger Krieg in Nordamerika
  - 1758–1763 Dritter Karnatischer Krieg
- 1763–1764 Pontiac-Aufstand
- 1764–1769 Neunter Burmesisch-Siamesischer Krieg
- 1768–1774 Russisch-Osmanischer Krieg
- 1769–1773 Siamesisch-Vietnamesischer Krieg
- 1775–1776 Zehnter Burmesisch-Siamesischer Krieg
- 1775–1783 Amerikanischer Unabhängigkeitskrieg
- 1776–1777 Spanisch-Portugiesischer Krieg
- 1778–1779 Bayerischer Erbfolgekrieg
- 1780–1784 Vierter Englisch-Niederländischer Seekrieg
- 1785–1792 Elfter Burmesisch-Siamesischer Krieg
- 1787–1792 Russisch-Österreichischer Türkenkrieg
- 1787 Preußischer Einmarsch in Holland
- 1788–1790 Schwedisch-Russischer Krieg
- 1788–1789 Chinesischer Vietnam-Feldzug
- 1790–1792 Chinesischer Gurkhafeldzug
- 1792–1793 Russisch-Polnischer Krieg
- 1792–1815 Revolutionskriege und Kriege Napoleons I. (6 Koalitionskriege)
- 1794–1795 Russisch-Preußischer Polenkrieg
- 1796 Russisch-Persischer Krieg
- 1798–1801 Ägyptische Expedition

### 19. Jahrhundert
- 1801 Orangen-Krieg
- 1801–1805 Amerikanisch-Tripolitanischer Krieg (Erster Barbareskenkrieg)
- 1803–1805 Zweiter Marathenkrieg
- 1804–1813 Russisch-Persischer Krieg
- 1806–1812 Sechster Russischer Türkenkrieg
- 1806–1807 Aschanti-Fante-Krieg
- 1806–1807 Vierter Koalitionskrieg (Dritter napoleonischer Krieg)
- 1807–1814: Kanonenbootkrieg (Englisch-Dänischer Krieg)
- 1808–1809 Russisch-Schwedischer Krieg
- 1808–1809 Dänisch-Schwedischer Krieg
- 1808–1814 Spanischer Unabhängigkeitskrieg
- 1810–1811 Britisch-Niederländischer Krieg um Java
- 1810–1825 Südamerikanische Unabhängigkeitskriege
  - 1810–1816 Expeditionen zur Befreiung Oberperus
  - 1810–1818 Argentinischer Unabhängigkeitskrieg
  - 1810–1818 Chilenischer Unabhängigkeitskrieg
  - 1810–1823 Unabhängigkeitskriege in Venezuela
  - 1812–1821 Peruanischer Unabhängigkeitskrieg
  - 1820–1822 Expedition zur Befreiung Perus
  - 1822–1825 Brasilianischer Unabhängigkeitskrieg
- 1810–1821 Mexikanischer Unabhängigkeitskrieg
- 1812–1814 Britisch-Amerikanischer Krieg
- 1813–1815 Befreiungskriege gegen die Napoleonische Fremdherrschaft
- 1813–1814 Creek-Krieg
- 1814–1816 Aschanti-Akim-Akwapim-Krieg
- 1814–1816 Gurkha-Krieg
- 1815 Österreichisch-Neapolitanischer Krieg
- 1815 Zweiter Barbareskenkrieg
- 1817–1818 Erster Seminolenkrieg
- 1817–1818 Dritter Marathenkrieg
- 1820–1847 Revolutionsversuche in Italien
- 1820–1824 Osmanisch-Ägyptische Invasion des Sudan
- 1821–1832 Griechischer Unabhängigkeitskrieg
- 1823 Französische Invasion in Spanien
- 1823–1826 Erster Anglo-Birmanischer Krieg
- 1825–1830 Java-Krieg
- 1826–1828 Argentinisch-Brasilianischer Krieg
- 1826–1828 Russisch-Persischer Krieg
- 1826–1829 Siamesisch-Laotischer Krieg (Vientiane)
- 1828–1829 Russisch-Osmanischer Krieg
- 1829–1835 Musketenkriege
- 1830–1833 Belgischer Unabhängigkeitskrieg
- 1831–1832 Erster Syrischer Krieg
- 1831–1834 Siamesisch-Kambodschanischer Krieg
- 1832 Black-Hawk-Krieg
- 1832–1834 Miguelistenkrieg
- 1834–1839 Erster Karlistenkrieg
- 1835–1842 Zweiter Seminolenkrieg
- 1835–1845 Farrapen-Revolution (Brasilien)
- 1835–1836 Texanischer Unabhängigkeitskrieg
- 1836–1839 Peruanisch-Bolivianischer Konföderationskrieg
- 1838–1839 Französisch-Mexikanischer Krieg
- 1839–1841 Zweiter Syrischer Krieg
- 1839–1842 Erster Anglo-Afghanischer Krieg
- 1839–1842 Erster Opiumkrieg
- 1839–1851 Uruguayischer Bürgerkrieg
- 1841 Peruanisch-Bolivianischer Krieg
- 1841–1845 Vietnamesisch-Siamesischer Krieg
- 1845–1872 Neuseelandkriege
- 1845–1846 Erster Sikh-Krieg
- 1846–1848 Mexikanisch-Amerikanischer Krieg
- 1847–1901 Kastenkrieg der Maya in Yucatan
- 1847 Sonderbundskrieg in der Schweiz
- 1847–1849 Zweiter Karlistenkrieg
- 1848–1849 Sardinisch-Österreichischer Krieg
- 1848–1849 Zweiter Sikh-Krieg
- 1848–1851 Schleswig-Holsteinischer Krieg
- 1848–1849 Revolution im Kaisertum Österreich
- 1850–1864 Taiping-Aufstand
- 1851–1852 La-Plata-Krieg
- 1852–1853 Zweiter Anglo-Birmanischer Krieg
- 1853 Montenegrinischer Krieg
- 1853–1856 Krimkrieg
- 1853–1868 Nian-Aufstand
- 1855–1856 Haiti-Santo Domingo Krieg
- 1855–1858 Dritter Seminolenkrieg
- 1856–1860 Zweiter Opiumkrieg
- 1857 Sepoy-Aufstand in Indien
- 1857–1861 Bürgerkrieg in Mexiko
- 1859 Sardinischer Krieg
- 1859–1860 Spanisch-Marokkanischer Krieg
- 1860–1912 Rebellion in Portugiesisch-Timor
- 1861–1867 Französische Intervention in Mexiko
- 1861–1865 Amerikanischer Bürgerkrieg
- 1863 Zentralamerikanischer Krieg
- 1863 Ecuadorianisch-Kolumbianischer Krieg
- 1863/1864 Januaraufstand
- 1864 Deutsch-Dänischer Krieg
- 1864–1865 Bhutankrieg
- 1864–1865 Uruguayischer Krieg
- 1864–1871 Spanisch-Südamerikanischer Krieg
- 1865–1870 Krieg der dreifachen Allianz Paraguay gegen Brasilien, Argentinien und Uruguay
- 1866 Deutscher Krieg (Preußisch-Österreichischer Krieg)
- 1866 Dritter Italienischer Unabhängigkeitskrieg
- 1866–1869 Kretischer Aufstand
- 1868 Britische Äthiopienexpedition von 1868
- 1868–1869 Boshin-Krieg
- 1868–1878 Zehnjähriger Krieg
- 1870–1871 Deutsch-Französischer Krieg
- 1872–1876 Dritter Karlistenkrieg
- 1875–1876 Ägyptisch-Abessinischer Krieg
- 1876–1878 Serbisch-Osmanischer Krieg
- 1877 Nez-Percé-Krieg
- 1877 Satsuma-Rebellion
- 1877–1878 Russisch-Osmanischer Krieg
- 1878–1880 Zweiter Anglo-Afghanischer Krieg
- 1878–1888 Nauruischer Stammeskrieg
- 1879 Zulukrieg
- 1879–1880 Guerra Chiquita
- 1879–1884 Salpeterkrieg
- 1880–1881 Erster Burenkrieg
- 1882 Anglo-Ägyptischer Krieg
- 1883–1899 Mahdi-Aufstand
- 1884–1885 Chinesisch-Französischer Krieg
- 1885–1886 Serbisch-Bulgarischer Krieg
- 1885–1886 Dritter Anglo-Birmanischer Krieg
- 1885 Guatemala-Krieg
- 1888–1890 Aufstand der ostafrikanischen Küstenbevölkerung
- 1892–1894 Kongolesisch-Arabischer Krieg
- 1893 Französisch-Siamesischer Krieg
- 1893 Erster Rifkrieg
- 1894–1895 Erster Japanisch-Chinesischer Krieg
- 1895–1898 Kubanischer Unabhängigkeitskrieg
- 1896 Britisch-Sansibarischer Krieg
- 1896–1898 Philippinische Revolution
- 1897 Türkisch-Griechischer Krieg
- 1898 Spanisch-Amerikanischer Krieg
- 1899 Konflikt um Samoa
- 1899–1900 Boxeraufstand
- 1899–1902 Philippinisch-Amerikanischer Krieg
- 1899–1902 Bürgerkrieg in Kolumbien mit Abspaltung Panamas
- 1899–1902 Zweiter Burenkrieg oder Südafrikanischer Krieg
- 1899–1920 Aufstand der Derwisch-Bewegung in Somaliland

### 20. Jahrhundert
- 1900 Russisch-Chinesischer Krieg
- 1900–1901 Boxeraufstand
- 1903–1904 Britischer Tibetfeldzug
- 1904–1905 Russisch-Japanischer Krieg
- 1904–1908 Aufstand der Herero und Nama
- 1905–1908 Maji-Maji-Aufstand
- 1909 Zweiter Rifkrieg
- 1911–1912 Italienisch-Türkischer Krieg
- 1911–1912 Xinhai-Revolution
- 1912–1913 Balkankriege
- 1914–1918 Erster Weltkrieg
  - 1914–1918 Westfront
  - 1914–1918 Ostfront
  - 1915–1918 Italienfront
  - 1914–1918 Erster Weltkrieg außerhalb Europas
- 1917/18–1920 Russischer Bürgerkrieg
- 1918 Finnischer Bürgerkrieg
- 1918–1919 Litauisch-Sowjetischer Krieg
- 1918–1919 Polnisch-Ukrainischer Krieg
- 1918–1920 Finnische Ostkriegszüge
- 1918–1920 Estnischer Freiheitskrieg
- 1918–1920 Lettischer Unabhängigkeitskrieg
- 1918–1920 Georgisch-Südossetischer Konflikt
- 1918–1920 Kärntner Abwehrkampf
- 1919 Dritter Anglo-Afghanischer Krieg
- 1919 Polnisch-Tschechoslowakischer Grenzkrieg
- 1919–1920 Ungarisch-Rumänischer Krieg
- 1919–1920 Franko-Syrischer Krieg
- 1919–1921 Irischer Unabhängigkeitskrieg
- 1919–1923 Griechisch-Türkischer Krieg
- 1920 Polnisch-Litauischer Krieg
- 1920–1921 Irakischer Aufstand
- 1920–1921 Polnisch-Sowjetischer Krieg
- 1920 Aufstand von Sluzk
- 1921–1926 Dritter Rifkrieg
- 1922–1923 Irischer Bürgerkrieg
- 1925 Erster Chacokrieg
- 1926–1933 US-Militärintervention in Nicaragua
- 1927–1949 Chinesischer Bürgerkrieg
- 1929 Chinesisch-Sowjetischer Grenzkrieg (1929)
- 1931–1933 Krieg in der Mandschurei
- 1931–1932 Kolumbianisch-Peruanischer Krieg
- 1932–1935 Zweiter Chacokrieg
- 1934 Österreichischer Bürgerkrieg
- 1934 Saudi-Jemenitischer Krieg
- 1935–1936 Italienisch-Äthiopischer Krieg
- 1936–1939 Spanischer Bürgerkrieg
- 1937–1945 Zweiter Japanisch-Chinesischer Krieg
- 1938–1939 Japanisch-Sowjetischer Grenzkonflikt
- 1939 Slowakisch-Ungarischer Krieg
- 1939–1945 Zweiter Weltkrieg
  - 1939 Deutscher Angriffskrieg gegen Polen
  - 1939–1940 Sowjetisch-Finnischer Winterkrieg
  - 1940 Besetzung Dänemarks und Norwegens
  - 1940 Westfeldzug
  - 1940–1943 Afrikafeldzug
  - 1940–1941 Luftschlacht um England
  - 1941 Balkanfeldzug
  - 1941–1945 Russlandfeldzug/Ostfront
  - 1941–1944 Finnisch-Sowjetischer Fortsetzungskrieg
  - 1941–1945 Pazifikkrieg
  - 1943–1945 Italienfeldzug
  - 1944–1945 Alliierte Invasion/Westfront
- 1941 Französisch-Thailändischer Krieg
- 1941 Peruanisch-Ecuadorianischer Krieg
- 1945–1949 Indonesischer Unabhängigkeitskrieg
- 1946–1949 Griechischer Bürgerkrieg
- 1946–1954 Französischer Indochinakrieg
- 1947–1949 Erster Indisch-Pakistanischer Krieg (Erster Kaschmir-Krieg)
- 1947–1949 Palästinakrieg
- seit 1948 Bewaffnete Konflikte in Myanmar
- 1950–1953 Koreakrieg
- 1954–1962 Algerienkrieg
- 1955–1959 Zypriotischer Unabhängigkeitskrieg
- 1956 Sueskrise (Zweiter israelisch-arabischer Krieg)
- 1956 Ungarischer Volksaufstand
- 1956–1959 Kubanische Revolution
- 1957–1958 Spanisch-Marokkanischer Konflikt
- 1957–1962 Niederländisch-Indonesischer Krieg um West-Neuguinea
- 1955–1975 Vietnamkrieg
- 1959 Tibetaufstand
- 1960–1989 Namibischer Befreiungskampf
- 1960–1996 Guatemaltekischer Bürgerkrieg
- 1961–1991 Eritreischer Unabhängigkeitskrieg
- 1961–1963 UN-Katanga-Krieg
- 1961 Schweinebucht-Invasion (USA – Kuba)
- 1961–1974 Portugiesischer Kolonialkrieg
  - 1961/1974–2002 Unabhängigkeits-/Bürgerkrieg in Angola
  - 1976–1992 Mosambikanischer Bürgerkrieg
- 1962 Indisch-Chinesischer Grenzkrieg
- 1962–1970 Bürgerkrieg im Nordjemen
- 1963–1964 Algerisch-Marokkanischer Grenzkrieg
- 1963–1967 Shifta-Krieg
- 1965 Zweiter Indisch-Pakistanischer Krieg (Zweiter Kaschmir-Krieg)
- 1964–2016 Bürgerkrieg in Kolumbien
- 1966–1994 Bürgerkrieg im Tschad
- 1967 Sechstagekrieg (Dritter israelisch-arabischer Krieg)
- 1967–1970 Biafra-Krieg (Nigeria)
- 1968–1979 Bürgerkrieg im Baskenland
- 1969 Fußballkrieg (Honduras/El Salvador)
- 1969 Chinesisch-Sowjetischer Grenzkrieg (1969)
- seit 1969 Unabhängigkeitskampf der Provinzen Papua und Papua Barat
- 1969–1997 Nordirischer Bürgerkrieg
- 1971 Bangladesch-Krieg
  - 1971 Dritter Indisch-Pakistanischer Krieg
- 1971–1972 Erster Uganda-Tansania-Krieg
- 1973 Jom-Kippur-Krieg (Vierter israelisch-arabischer Krieg)
- 1974 Zypernkonflikt
- 1974–1991 Äthiopischer Bürgerkrieg
- 1975 Bürgerkrieg in Osttimor 1975
- 1975–1988 Grenzkrieg zwischen Thailand und Kambodscha (ab 1979 unter vietnamesischer Besetzung)
- 1975–1990 Libanesischer Bürgerkrieg
- 1975–1999 Unabhängigkeitskampf in Osttimor (Besetzung Osttimors durch Indonesien)
- 1976–1978 Ogadenkrieg
- 1977 Libysch-Ägyptischer Grenzkrieg
- 1977–1978 Shaba-Invasion (Kongo/Angola)
- 1977–1989 Vietnamesisch-Kambodschanischer Krieg
- 1978–1987 Libysch-Tschadischer Grenzkrieg
- 1978–2005 Sezessionskrieg in Aceh (Indonesien)
- 1979–1989 Afghanischer Bürgerkrieg und sowjetische Intervention
- 1978–1979 Zweiter Uganda-Tansania-Krieg
- 1979 Chinesisch-Vietnamesischer Krieg
- 1980–1988 Erster Golfkrieg (Iran-Irak)
- 1981 Peruanisch-Ecuadorianischer Grenzkrieg
- 1981–1990 Contra-Krieg (Bürgerkrieg in Nicaragua unter Beteiligung der USA)
- 1982 Libanonkrieg
- 1982 Falklandkrieg (Argentinien/Großbritannien)
- 1983–2009 Bürgerkrieg in Sri Lanka
- 1983–2005 Sezessionskrieg im Südsudan
- 1983 US-Invasion in Grenada, Operation Urgent Fury
- 1985 Krieg um den Agacher-Streifen
- seit 1986 LRA-Konflikt
- 1986–1992 Bürgerkrieg in Suriname
- 1987–1993 erste Intifada (Gaza/Palästina/Israel)
- seit 1988/1991 Somalischer Bürgerkrieg
- 1989 US-Invasion in Panama
- 1989 Rumänische Revolution
- 1989 Georgisch-Ossetischer Konflikt
- 1989–1996/1999–2003 Liberianischer Bürgerkrieg
- 1990–1991 Zweiter Golfkrieg (UN-Koalition-Irak)
- 1990–1994 Bürgerkrieg in Ruanda
- 1991–1994 Dschibutischer Bürgerkrieg
- 1991–2001 Jugoslawienkriege
  - 1991 10-Tage-Krieg in Slowenien
  - 1991–1995 Kroatienkrieg
  - 1992–1995 Bosnienkrieg
  - 1999 Kosovokrieg
  - 2001 Mazedonienkrieg
- 1991–2002 Bürgerkrieg in Sierra Leone
- 1991–1992 Georgisch-Südossetischer Krieg
- 1992 Transnistrien-Konflikt
- 1992–1997 Tadschikischer Bürgerkrieg
- 1992–1993 Abchasienkrieg
- 1992–1994 Krieg um Bergkarabach
- seit 1994 Belutschistankonflikt
- seit 1994 erster Jemen Konflikt
- 1994–1996 Erster Tschetschenienkrieg
- 1994–2006 Bürgerkrieg in Nepal
- 1996–1997 Erster Kongokrieg
- 1998–2000 Eritrea-Äthiopien-Krieg
- 1998–2003 Zweiter Kongokrieg
- 1999 Kargil-Krieg
- 1999 Dagestankrieg
- 1999–2009 Zweiter Tschetschenienkrieg

### 21. Jahrhundert
- 2000–2005 Zweite Intifada
- 2001–2021 Krieg in Afghanistan 2001–2021
- 2002–2007 Bürgerkrieg in der Elfenbeinküste
- 2003–2011 Irakkrieg
- 2003–2009 Darfur-Konflikt
- seit 2004 Südossetienkonflikt
  - seit 2004 Unabhängigkeitskampf südossetischer Rebellen
  - 2008 Eskalation im Sommer 2008
- seit 2004 Huthi-Konflikt im Jemen
  - seit 2015 „Sturm der Entschlossenheit“, Offensive von Saudi-Arabien, Ägypten, Bahrain, Katar, Kuwait, den Vereinigten Arabischen Emiraten, Jordanien, Marokko, Sudan und Pakistan gegen die Huthi-Miliz im Jemen
- 2005–2010 Bürgerkrieg im Tschad
- seit 2006 Drogenkrieg in Mexiko
- 2006 Libanonkrieg 2006
- seit 2006 Fatah-Hamas-Konflikt
- 2006–2009 Dritter Kongokrieg
  - seit 2015: Wiederaufnahme des dritten Kongokrieges
- 2008 Eritreisch-dschibutischer Grenzkonflikt
- 2008 Kaukasuskrieg
- 2008–2009 Operation Gegossenes Blei Gaza (Hamas)/Israel
- seit 2009 Krieg gegen die Taliban in Pakistan
- 2010–2011 Bürgerkrieg in der Elfenbeinküste
- 2011 Bürgerkrieg in Libyen
  - 2011 Internationaler Militäreinsatz in Libyen 2011
- seit 2011 Aufstand im Irak 2011–2013
  - seit 2014 Irakkrise
  - seit 2014 Krieg gegen den Islamischen Staat
- seit 2011 Bürgerkrieg in Syrien
  - seit 2014 Krieg gegen den Islamischen Staat
- seit 2012 Rebellion der Bewegung 23. März, Demokratische Republik Kongo
- seit 2012 Bürgerkrieg in der Zentralafrikanischen Republik
- seit 2012 Konflikt in Mali
  - 2013–2014 Opération Serval
- 2013–2018 Bürgerkrieg im Südsudan
- seit 2014 Krieg in der Ostukraine
- seit 2014 Krieg gegen den Islamischen Staat
  - seit 2014 Operation Inherent Resolve
  - seit 2015 Operation Counter Daesh
- 2014 Krieg in Gaza
- seit 2015 Jemenkrieg
- seit 2016 Rohingya-Konflikt
- seit 2016 Drogenkrieg auf den Philippinen
- 2020 Bergkarabachkonflikt 2020
- seit 2020 Bürgerkrieg in Tigray
- seit 2021 Bürgerkrieg in Myanmar
- seit 2022 Invasion Russlands in der Ukraine
- seit 2023 Bürgerkrieg im Sudan
- seit 2023 Krieg in Israel und Gaza

### Große Kriege seit dem Zweiten Weltkrieg

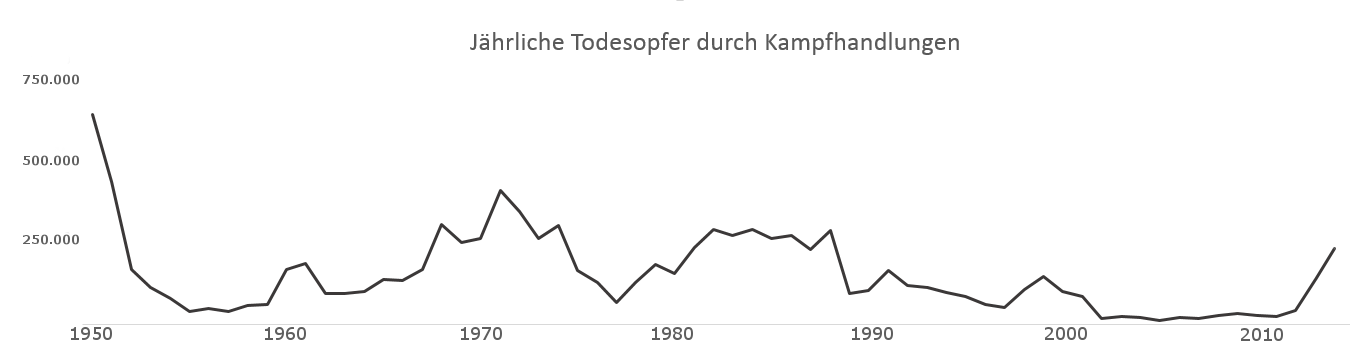
Todesopfer durch Kampfhandlungen seit 1950.

Diese Liste enthält die zivilen Toten durch Infektionskrankheiten, Hungersnöte, Kriegsverbrechen, Völkermord usw. sowie die in Schlachten getöteten Soldaten, also die gesamte Anzahl der Kriegsopfer.
- 56.000.000–60.000.000: Zweiter Weltkrieg (1939–1945), (siehe Tote des Zweiten Weltkrieges)
- 20.000.000: Zweiter Japanisch-Chinesischer Krieg (1937–1945)
- 3.800.000–5.400.000: Zweiter Kongokrieg (1998–2003)
- 2.500.000–3.500.000: Koreakrieg (1950–1953) (siehe Kalter Krieg)
- 2.300.000–3.800.000: Vietnamkrieg (gesamt 1955–1975)
  - davon 1.750.000–2.100.000: Amerikanische Phase (1960–1973)
- 300.000–3.000.000: Bangladesch-Krieg (1971)
- 1.500.000–2.000.000: Afghanischer Bürgerkrieg und sowjetische Intervention (1979–1989)
  - davon 1.000.000–1.500.000 sowjetische Invasion (1979–1989)
- 1.300.000–6.100.000: Chinesischer Bürgerkrieg (1928–1949) – ohne Opfer des Zweiten Weltkrieges
  - davon 1.000.000–3.000.000 nach dem Zweiten Weltkrieg
- 2.000.000: Erster Golfkrieg, Iran-Irak (1980–1988)
- 1.000.000: Sezessionskrieg im Südsudan (1983–2005)
- 1.000.000: Biafra-Krieg, Nigeria (1967–1970)
- 900.000–1.000.000: Bürgerkrieg in Mosambik (1976–1993)
- 800.000–1.000.000: Bürgerkrieg in Ruanda (1990–1994)
- 800.000: Bürgerkrieg in der Demokratischen Republik Kongo (1991–1997)
- 600.000: Bürgerkrieg in Syrien (seit 2011)
- 570.000: Eritreas Unabhängigkeitskrieg (1961–1991)
- 550.000: Somalischer Bürgerkrieg (seit 1988)
- 500.000: Bürgerkrieg in Angola (1975–2002)
- 500.000: Bürgerkrieg in Uganda (1979–1986)
- 393.000–942.000: Irakkrieg (2003–2011)
- 200.000–240.000: Jugoslawienkriege (1991–2001)

1. Bürgerkrieg in Libyen
(2011)
2. Bürgerkrieg in Libyen (seit 2014)
Es sind weltweit mindestens 60–65 Millionen Menschen nach Ende des Zweiten Weltkrieges durch Kriege gestorben. Im 20. Jahrhundert starben circa 100–185 Millionen Menschen durch Kriege.